# Jean-Baptiste Rigaud (homme politique)
Pour les articles homonymes, voir Jean-Baptiste Rigaud (dessinateur) et Rigaud.
Jean-Baptiste François Rigaud est un homme politique et entrepreneur français né le 23 novembre 1829 à Riom (Puy-de-Dôme) et décédé le 19 septembre 1898 à Maisons-Laffitte (Seine-et-Oise).

## Biographie
Employé vers 1852 dans la pharmacie parisienne Grimault située au 7 rue La Feuillade, il s'associe par la suite avec son patron pour fonder les laboratoires pharmaceutiques Grimault & Cie et ouvre vers 1868 une parfumerie à Paris, au 8 rue Vivienne, la Parfumerie Victoria - Rigaud & Cie, dont l'usine s'implante à Neuilly-sur-Seine. En 1876, il est qualifié par le ministère du Commerce de « fabricant de produits chimiques et pharmaceutiques à Paris ». Il est à l'origine des Parfums Rigaud qui connaîtront un succès international.
Conseiller général du canton de Neuilly-sur-Seine en 1894, il est élu député de la Seine de 1896 à 1898.
Il est fait chevalier de la Légion d'honneur en 1876, puis Officier en 1894.
Sa veuve puis son fils Henri, reprennent et développent l'entreprise Rigaud, qui devient une maison de parfum de dimension internationale.